# Annika Tretow

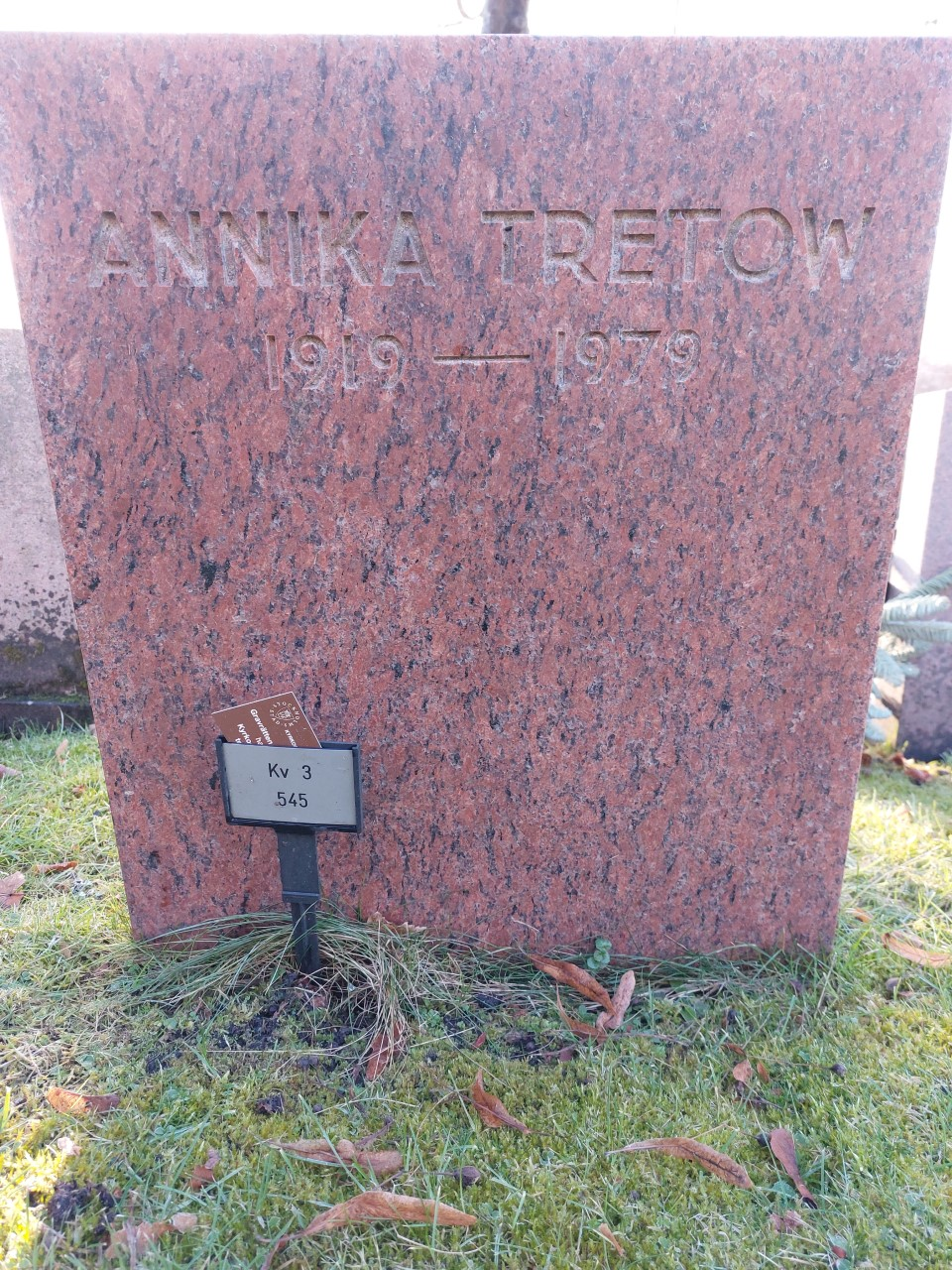
Annika Tretows gravvård på Bromma kyrkogård

Annika Tretow, egentligen Ellen Anna Maria Tretow, född 31 januari 1919 i Stockholm, död någon gång mellan 10 maj och 18 juli 1979, sannolikt i Ramsele, var en svensk skådespelare och målare.

## Biografi
Tretow var dotter till provinsialläkaren och författaren Erik Tretow och Agnes, ogift Meyer, samt dotterdotter till statsrådet Ernst Meyer.
Tretow studerade konst vid Académie des Beaux-Arts i Bryssel 1937–1938 samt vid Konsthögskolan i Stockholm 1938–1941 och vid Isaac Grünewalds målarskola men övergick till teaterstudier för Axel Witzansky 1941–1943. Hon var engagerad vid Helsingborgs stadsteater 1945–1948, Göteborgs stadsteater 1948–1956, Dramaten 1956–1959 och vid Stockholms stadsteater från 1960. Hon medverkade även vid Radioteatern.
Hon fick 1951 tvillingsöner med skådespelaren Erland Josephson.
10 maj 1979 försvann hon från Ramsele hälsohem och återfanns död vid Ramsele gamla kyrka 18 juli samma år under oklara omständigheter. Tretow är begravd på Bromma kyrkogård.

## Filmografi i urval
- 1941 – Bara en kvinna
- 1944 – Släkten är bäst
- 1953 – Gycklarnas afton
- 1953 – Vägen till Klockrike
- 1953 – Malin går hem
- 1955 – Flickan i regnet
- 1956 – Den långa julmiddagen
- 1962 – Nils Holgerssons underbara resa
- 1967 – Bränt barn
- 1975 – Garaget

## TV-produktioner
- 1957 – Svarta handsken
- 1967 – Kvinnobilder
- 1969 – Friställd (TV-serie)
- 1971 – Leka med elden

## Teater

### Roller (ej komplett)
| År   | Roll                           | Produktion                                                                                               | Regi                                                   | Teater                                      |
| ---- | ------------------------------ | --- | ------------------------------------------------------ | ------------------------------------------- |
| 1943 | Mary                           | Vem är jag eller När fan ger ett anbud Carl Erik Soya                                                    | Ingmar Bergman                                         | Stockholms studentteater                    |
| 1943 | Första kvinnan                 | U39 Rudolf Värnlund                                                                                      | Ingmar Bergman                                         | Dramatikerstudion                           |
| 1943 | Lisa                           | Tivolit Ingmar Bergman                                                                                   | Ingmar Bergman                                         | Stockholms studentteater                    |
| 1945 | Änkan                          | Jacobowsky och översten Franz Werfel                                                                     | Ingmar Bergman                                         | Helsingborgs stadsteater, 12 september 1945 |
| 1945 | Eivor                          | Rabies Olle Hedberg                                                                                      | Ingmar Bergman                                         | Helsingborgs stadsteater, 1 november 1945   |
| 1945 | Gurli                          | Ett puzzlespel Kaj Munk                                                                                  | Sture Ericson                                          | Helsingborgs stadsteater                    |
| 1946 | Syster Margaret                | Hjärtan och njurar John Patrick                                                                          | Gösta Terserus                                         | Helsingborgs stadsteater                    |
| 1946 | Fru Mark                       | Rekviem Björn-Erik Höijer                                                                                | Ingmar Bergman                                         | Helsingborgs stadsteater, 6 mars 1946       |
| 1946 |                                | Kleptomani och gröna skogar Sune Bergström och Einar Molin                                               | Bengt Ekerot                                           | Vasateatern                                 |
| 1946 | Laura Wingfield                | Glasmenageriet Tennessee Williams                                                                        | Lars-Levi Læstadius                                    | Helsingborgs stadsteater                    |
| 1946 | Första damen                   | Eklöv och lavendel Seán O'Casey                                                                          | Lars-Levi Læstadius                                    | Helsingborgs stadsteater                    |
| 1946 | Arbetarhustru 3                | Den ljusnande tid Alf Henrikson                                                                          | Lars-Levi Læstadius                                    | Helsingborgs stadsteater                    |
| 1947 | Mariana                        | Lika för lika William Shakespeare                                                                        | Lars-Levi Læstadius                                    | Helsingborgs stadsteater                    |
| 1947 | Veronica                       | Peppar och salt Siegfried Geyer och Paul Frank                                                           | Lars-Levi Læstadius                                    | Helsingborgs stadsteater                    |
| 1947 | Borghild Stordal               | Kranes konditori Cora Sandel                                                                             | Lars-Levi Læstadius                                    | Helsingborgs stadsteater                    |
| 1947 | Fröken Olsson                  | Melodi på lergök Lars-Levi Læstadius                                                                     | Lars-Levi Læstadius                                    | Helsingborgs stadsteater                    |
| 1947 | Mildred                        | Ljuva ungdomstid Eugene O’Neill                                                                          | Sture Ericson                                          | Helsingborgs stadsteater                    |
| 1947 | Maria                          | Höst Bengt Blomgren                                                                                      | Lars-Levi Læstadius                                    | Helsingborgs stadsteater                    |
| 1947 | Medverkande                    | Fängslande men flyktigt, revy                                                                            | Gunnar Ekström Sture Ericson Lars-Levi Læstadius       | Helsingborgs stadsteater                    |
| 1948 | Thyra Jensen                   | Efteråt Carl Erik Soya                                                                                   | Lars-Levi Læstadius                                    | Helsingborgs stadsteater                    |
| 1948 | Katarina                       | Så tuktas en argbigga (The Taming of the Shrew) William Shakespeare                                      | Josef Halfen                                           | Fästningsspelen i Varberg                   |
| 1949 | Stella Kowalski                | Spårvagn till lustgården Tennessee Williams                                                              | Ingmar Bergman                                         | Göteborgs stadsteater                       |
| 1952 | Infantinnan av Navarra         | Den döda drottningen Henry de Montherlant                                                                | Bengt Ekerot                                           | Göteborgs stadsteater, 21 mars 1952         |
| 1952 | Drottningen                    | I skvallerspegeln Samuel Spewack                                                                         | Knut Ström                                             | Göteborgs stadsteater, 29 augusti 1952      |
| 1952 | Tora, den gamle bondens dotter | Den yttersta dagen Stig Dagerman                                                                         | Bengt Ekerot                                           | Göteborgs stadsteater, 11 oktober 1952      |
| 1953 | Pernilla, pigan                | Den jäktade Ludvig Holberg                                                                               | Josef Halfen                                           | Göteborgs stadsteater, 1 maj 1953           |
| 1953 |                                | I sista minuten Aldo de Benedetti                                                                        | Helge Wahlgren                                         | Göteborgs stadsteater, hösten 1953          |
| 1953 | Bolette                        | Frun från havet Henrik Ibsen                                                                             | Torsten Hammarén                                       | Göteborgs stadsteater, 26 november 1953     |
| 1954 |                                | Karmelitersystrarna Georges Bernanos                                                                     | Helge Wahlgren                                         | Göteborgs stadsteater, 1 april 1954         |
| 1954 | Mariana                        | Mariana Pineda Federico Garcia Lorca                                                                     | Bengt Lagerkvist                                       | Göteborgs stadsteater, 9 september 1954     |
| 1958 | Fru Ranevskaja                 | Körsbärsträdgården Anton Tjechov                                                                         | Sandro Malmquist                                       | Riksteatern                                 |
| 1961 | Ljubov Andrejevna              | Körsbärsträdgården Anton Tjechov                                                                         | Bengt Ekerot                                           | Stockholms stadsteater                      |
| 1963 | Polly Karin Månsdotter         | Lax, lax, lerbak Alf Henrikson                                                                           | Carl Johan Ström                                       | Stockholms stadsteater                      |
| 1964 | Drottningen                    | Karusellen (The Apple Cart) George Bernard Shaw                                                          | Georg Funkquist                                        | Stockholms stadsteater                      |
| 1965 | Medverkande                    | 13 quinnor Sandro Key-Åberg, Sonja Åkesson, Robban Broberg, Björn Lindroth , Lars Löfgren och Carl Anton | Christian Lund                                         | Stockholms stadsteater                      |
| 1966 | Fru Pinchard                   | Fruar på vift Georges Feydeau                                                                            | Etienne Glaser                                         | Stockholms stadsteater                      |
| 1966 | Medverkande                    | Sedan vi gått Lars-Levi Laestadius                                                                       | Lars-Levi Laestadius                                   | Stockholms stadsteater                      |
| 1968 | Barbara                        | Jaktscener Martin Sperr                                                                                  | Ernst Günther                                          | Stockholms stadsteater                      |
| 1973 | Damen Henriette                | An der schönen blauen Donau Ödön von Horvath                                                             | Jan Håkanson                                           | Stockholms stadsteater                      |
| 1973 | Gustava Sinclair m. fl.        | Gösta Berlings saga Selma Lagerlöf                                                                       | Johan Bergenstråhle Marie-Louise De Geer Bergenstråhle | Stockholms stadsteater                      |
| 1974 | Mrs Dawson                     | Bröllopsfesten Arnold Wesker                                                                             | Gun Arvidsson                                          | Stockholms stadsteater                      |
| 1974 | Sigrid                         | Jösses flickor, befrielsen är nära Suzanne Osten och Margareta Garpe                                     | Suzanne Osten                                          | Stockholms stadsteater                      |
| 1975 | Carolina von Hancken           | Herr von Hancken Agneta Pleijel                                                                          | Johan Bergenstråhle                                    | Stockholms stadsteater                      |

## Radioteater

### Roller
| År   | Roll | Produktion                        | Regi          |
| ---- | ---- | --------------------------------- | ------------- |
| 1967 |      | Buss på kontinenten Ove Magnusson | Olof Thunberg |